# Привольний (Кемеровський округ)
Приво́льний (рос. Привольный) — селище у складі Кемеровського округу Кемеровської області, Росія.

## Населення
Населення — 141 особа (2010; 124 у 2002).
Національний склад (станом на 2002 рік):
- росіяни — 96 %